# Укдунгле
Укдунгле — небольшое поселение в округе Лех в северной Индии рядом с тибетской границей, на расстоянии 36,6 км до Демчог (округ Нгари) в западном Тибете. Недалеко от поселения располагаются обсерватория Ханле на линии фактического контроля.